# روجر ميرسون
روجر ميرسون (Roger Myerson) عالم اقتصاد أمريكي يهودي ولد عام 1951.
حاصل على جائزة نوبل في الاقتصاد عام 2007 بسبب مساهمته بوضع نظرية تصميم الآليات.
وميرسون مؤلف نظرية نظرية اللعب: تحليل الصراعات، في عام 1991 طور نموذجا يعتمد على الرياضيات لتحليل الانتخابات، كما أصدر برامج كومبيوتر تتعلق بنظريته ونحو 70 ورقة عمل حول نظرية اللعب وجوانب أخرى من بحثه.

## روابط خارجية
- روجر ميرسون على موقع الموسوعة البريطانية (الإنجليزية)
- روجر ميرسون على موقع مونزينجر (الألمانية)
- روجر ميرسون على موقع إن إن دي بي (الإنجليزية)